# 阿克亞坦湖
阿克亞坦湖（土耳其語：Akyatan Gölü）是土耳其的湖泊，位於該國南部地中海沿岸，距離阿達納30公里，面積147平方公里，該湖在1萬年前左右形成，該湖被湿地公约列为重要濕地。

## 画廊

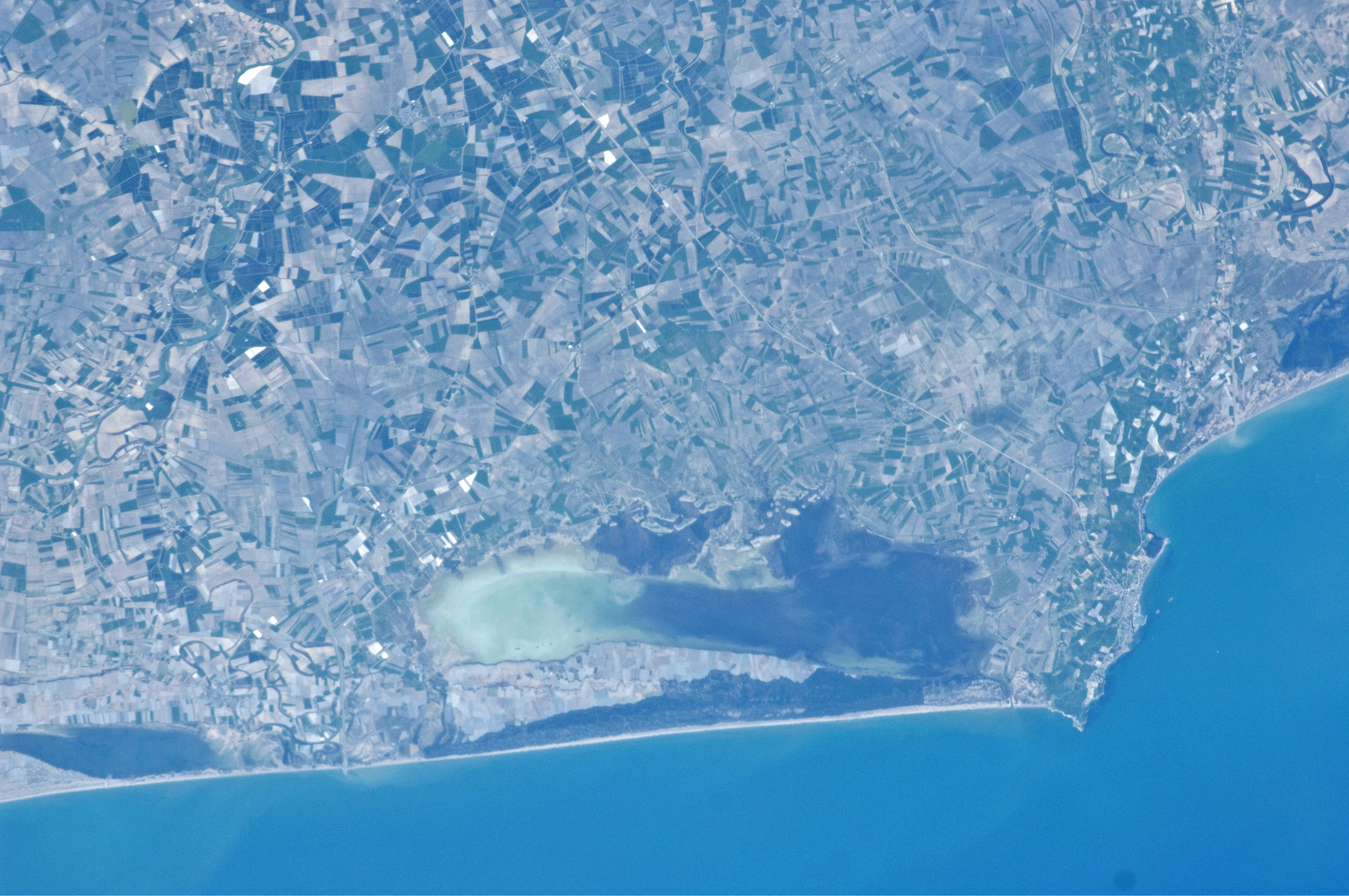
衛星圖
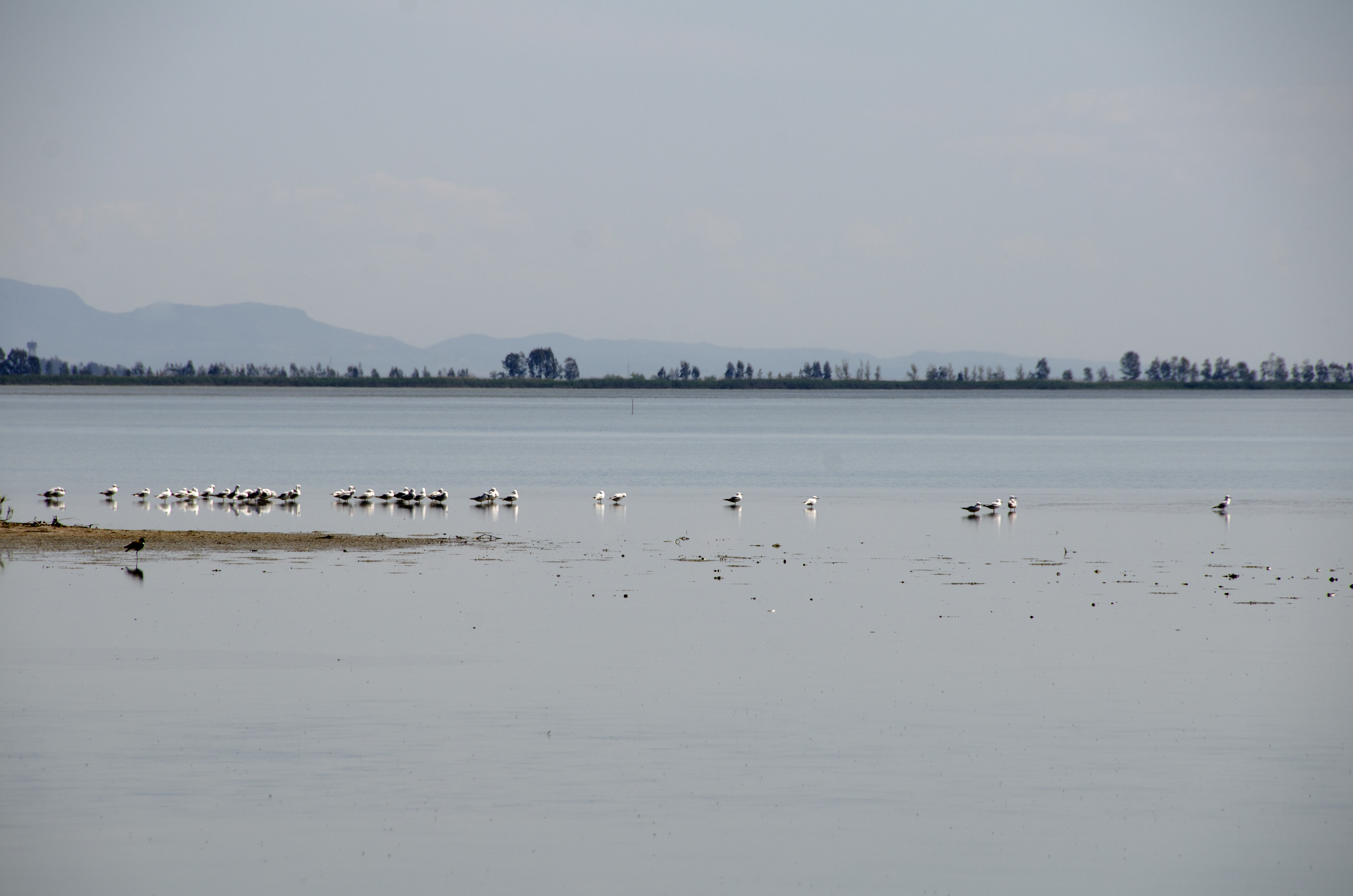
阿克亞坦湖